# Сумской государственный педагогический университет имени А. С. Макаренко
Сумской государственный педагогический университет имени А.С. Макаренко  (укр. Сумський державний педагогічний університет імені А.С. Макаренка) — украинский университет в Сумах, основанный в 1924 году. Назван в честь педагога Антона Макаренко.

## Названия
- 1924 — Сумские высшие трёхлетние учительские курсы
- 1925 — Сумской педагогический техникум
- 1930 — Сумской институт социального воспитания
- 1933 — Сумской педагогический институт
- 1935 — Сумской государственный педагогический институт
- 1957 — Сумской государственный педагогический институт имени А. С. Макаренко
- 1999 — Сумской государственный педагогический университет имени А. С. Макаренко

## История

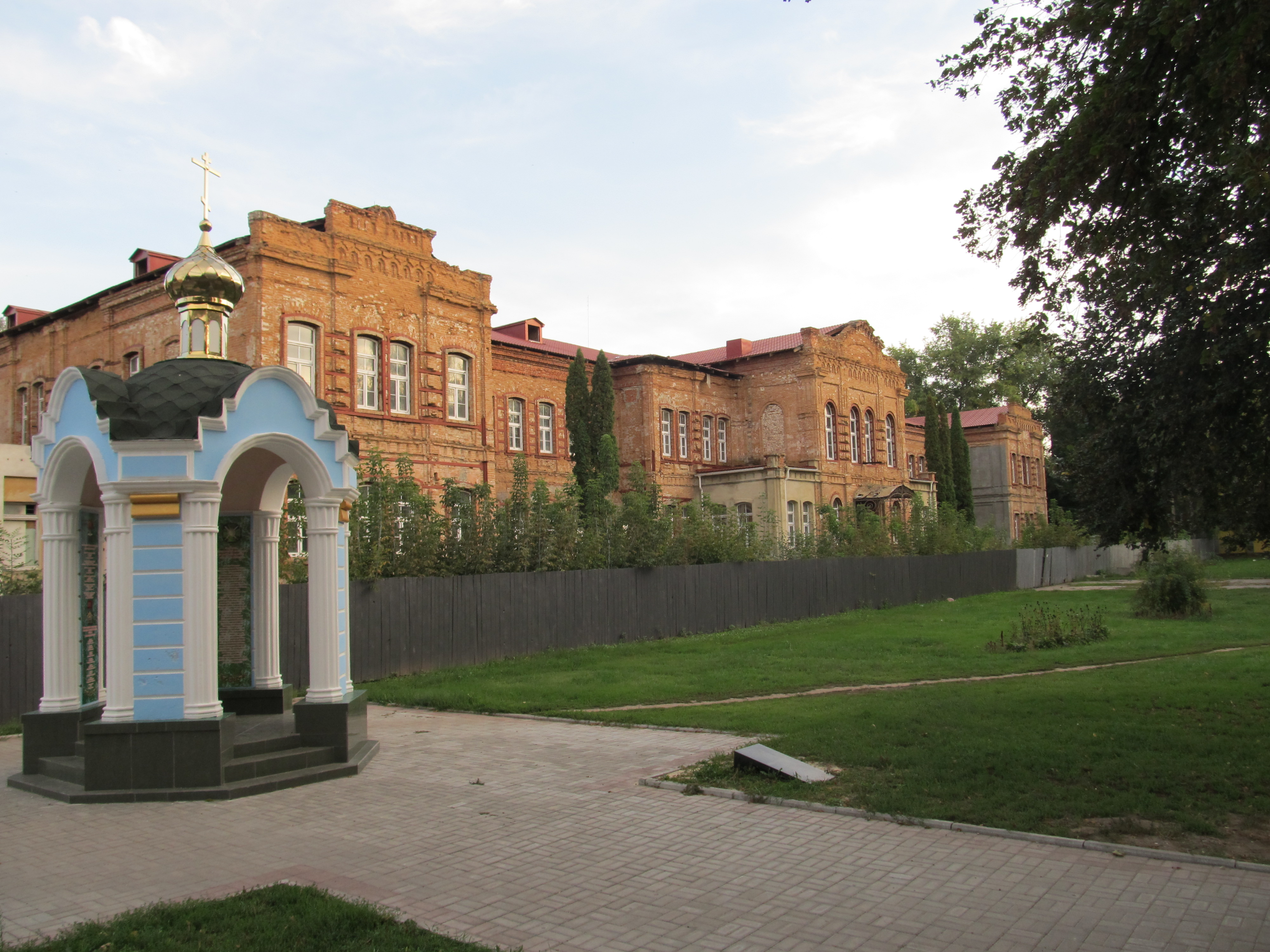
Здание реального училища, где первоначально размещался Сумской педагогический университет

В июле 1922 года Сумской отдел народного образования объявил о необходимости создания учебного заведения, которое бы готовило специалистов-педагогов. 28 декабря 1924 года на окружной учительской конференции были открыты Сумские высшие трёхлетние учительские курсы. Курсы начали работу в здании бывшего реального училища (улица Петропавловская, 79). Первым директором стал Григорий Приймак. В марте 1925 года коллектив избрал директором Юрия Самроса, который вскоре был уволен. По состоянию на 1924 год преподавательский состав курсов составлял 10 человек.
В 1925 году курсы были преобразованы в Сумской педагогический техникум, наделённый статусом высшего учебного заведения. 17 апреля 1929 года Президиум Сумского исполкома ходатайствовал перед руководством республики о реорганизации учебного заведение, которое было удовлетворено уже в следующем году и учебное заведение стало именоваться Сумским институтом социального воспитания.
В 1933 году произошла очередная реорганизация вуза, ставшего Сумским педагогическим институтом. Обучение в это время проводилось на четырёх факультетах — историческом, химико-биологическом, математическом и языка и литературы. С 1935 года вуз именуется как Сумской государственный педагогический институт. В 1937 году был заложен ботанический суд университета.
Во время Великой Отечественной войны, с сентября 1941 по ноябрь 1943 года, институт был закрыт, а часть оборудования и архивов было эвакуировано в город Чкалов. Перед войной институт имел в собственности 92 помещения (общая площадь 37 тысяч квадратных метров), читальный зал на 100 человек и актовый зал на 500 человек. Было завершено строительство астрономической обсерватории. При институте работало сельскохозяйственное предприятие (площадь — 60 гектар). Фонд библиотеки насчитывал около 110 тысяч наименований. Деятельность вуза была возобновлена 25 ноября 1943 года, после занятия города советскими войсками.

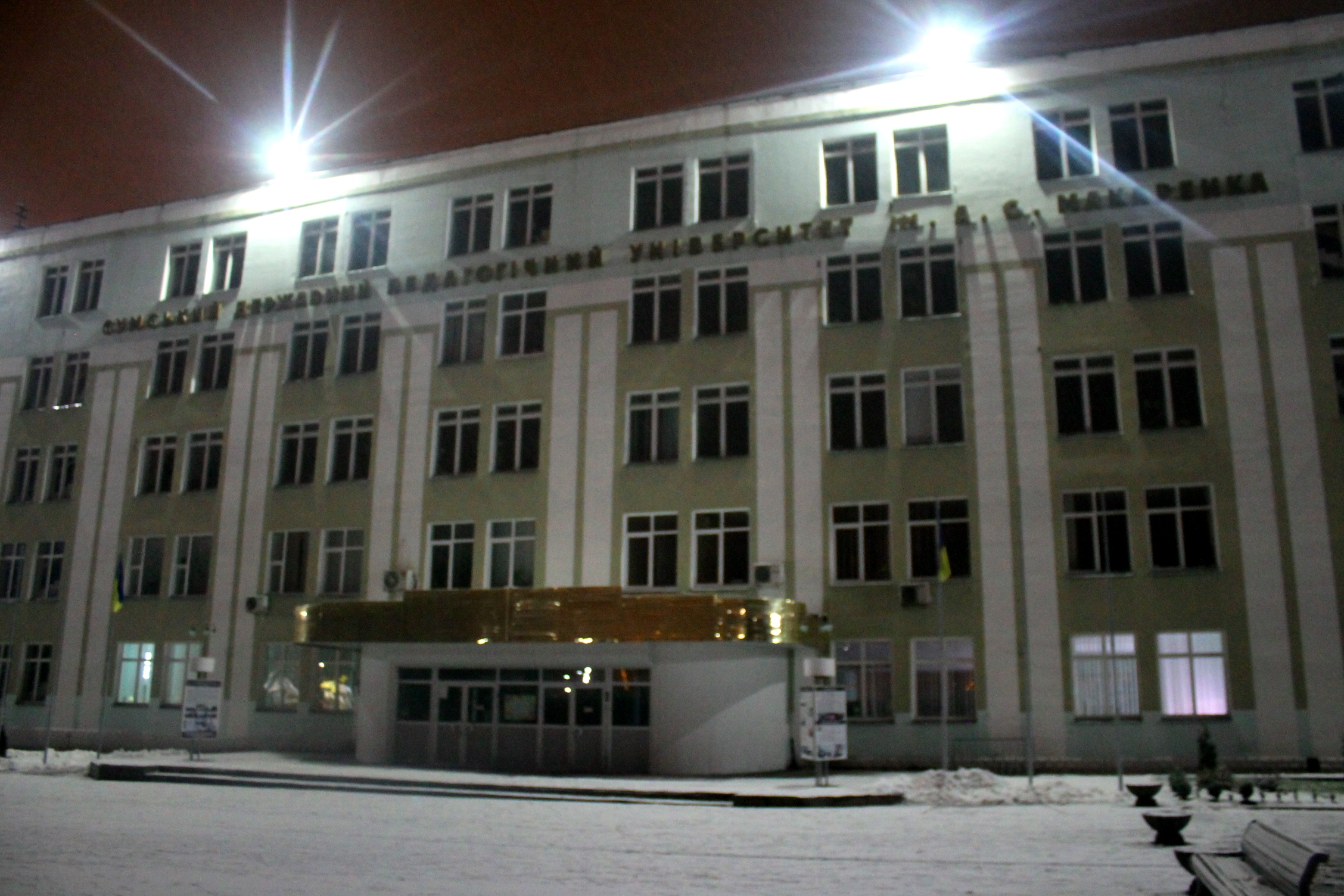
Здание университета на улице Роменской, 2015 год

В 1957 году институту было присвоено имя педагога Антона Макаренко. Кроме того, в этом году было принято решение о закрытии исторического факультета и переводе студентов данного факультета в Харьковский государственный университет. Исторический факультет при Сумском пединституте был восстановлен в 1981 году. В 1972 году для учебного заведения были построены новые учебные корпуса на улице Роменской. В 1977 году вуз получил статус учебного заведения второй категории, а в 1981 году — первой.
Постановлением премьер-министра Украины Валерия Пустовойтенко от 6 октября 1999 года вуз был реорганизован в Сумской государственный педагогический университет имени А.С. Макаренко. По состоянию на 1999 год в учебном заведении числилось более 3 тысяч студентов очной и более 1500 студентов заочной формы обучения. Учебный процесс осуществляли 296 преподавателей.
В мае 2018 года ректор университета получил выговор от Министерства образования и науки Украины за организованный поход на территории Крыма, устроенный для студентов отделения «туризм».

## Структура
По состоянию на 2020 год в состав учебного заведения входило четыре учебно-научных института (педагогики и психологии; физической культуры; истории, права и международных отношений; культуры и искусств) и три факультета (иностранной и славянской филологии, естественно-географический и физико-математический).

## Библиотека
Библиотека при учебном заведении была открыта в 1924 году. По состоянию на 2003 год фонд библиотеки насчитывал 920 тысяч книг. С 1986 года директором библиотеки является Зоя Горова.

## Международное сотрудничество
Среди разнообразных направлений сотрудничества с целым рядом стран, у университета есть и договор по изучению наследия А. С. Макаренко с Исследовательской лабораторией «Воспитательная педагогика А. С. Макаренко» под рук. д.п.н. Е. Ю. Илалтдиновой Мининского университета (Нижний Новгород). Научным консультантом лаборатории является известный макаренковед, основатель данной лаборатории, проф. А. А. Фролов.

## Руководители
- Приймак Григорий Васильевич (1924—1925)[3]
- Самрос Юрий Филиппович (1925)[3]
- Рожковский И. (1925)[3]
- Ведмедер И. (1926)[3]
- Вовченко П. И. (1926—1929)[3]
- Прийменко Сергей Иванович 1930—1931)[3]
- Гудзенко, П. В. (1931—1933)[3]
- Котко Л. Т. (1933—1934)[3]
- Семёнов Иван Дмитриевич (1934—1936)[3]
- Шевченко Николай Исаакович (1936—1937)[3]
- Гаркуша Леонид Ванифатьевич (1937—1940)[3]
- Нукалов Дмитрий Ефимович (1940—1941, 1944—1948)[3]
- Зайцев Виталий Иванович (1943—1944)[3]
- Носко Гавриил Иванович (1948—1955)[3]
- Гужва Фёдор Кириллович (1956—1959)[3]
- Яловой, Фёдор Михайлович (1959—1968)[3]
- Овчаренко Александр Поликарпович (1968—1980)[3]
- Качан Иван Тихонович (1980—1996)[3]
- Иваний Владимир Степанович (1996—2005)[3]
- Лиман Фёдор Николаевич (2005—2009)[3]
- Кудренко Анатолий Иванович (2009—2015)[3]
- Лянной Юрий Олегович (2015—н. в.)[3]

## Выпускники
Полный список выпускников Сумского педагогического университета, о которых есть статьи в Википедии, смотрите здесь.